# Kolding (comuna)
Kolding ( PRONÚNCIA DINAMARQUESA) é um município da Dinamarca, localizado na costa oriental da península da Jutlândia, junto ao estreito do Pequeno Belt que a separa da ilha de Funen no outro lado. 

O castelo Koldinghus é o seu monumento mais conhecido.

Tem como centro administrativo a cidade de Kolding.

Tem uma área de 604,4 km² e uma  população de 93 175 habitantes, segundo o censo de 2020.
Pertence à Região Dinamarca do Sul.

As maiores localidades do município são Kolding, Vamdrup, Christiansfeld, Lunderskov, Sønder Bjert, Vester Nebel e Almind.